# Hypogymnia mundata
Hypogymnia mundata är en lavart som först beskrevs av William Nylander och som fick sitt nu gällande namn av Oksner ex Rass. 
Hypogymnia mundata ingår i släktet Hypogymnia och familjen Parmeliaceae.   Inga underarter finns listade i Catalogue of Life.